# 가미오노베 메구미
가미오노베 메구미(일본어: 上尾野辺 めぐみ, 1986년 3월 15일~)는 일본의 여자 축구 선수이다.

## 국가대표팀 경력
그녀는 2009년 8월 1일 프랑스과의 경기에서 일본 국가대표팀에 데뷔했다. 2010년 아시안 게임 금메달 획득, 2014년 AFC 여자 아시안컵 우승에 기여. 2번의 FIFA 여자 월드컵에도 출전했다. 2011년 FIFA 여자 월드컵 우승, 2015년 FIFA 여자 월드컵 준우승. 그녀는 2016년까지 국제 A매치 통산 34경기에 출전, 2득점을 넣었다.

## 통계
| 일본 | 일본 | 일본 |
| 연도 | 출전 | 득점 |
| ---- | ---- | ---- |
| 2009 | 1    | 0    |
| 2010 | 10   | 1    |
| 2011 | 6    | 1    |
| 2012 | 1    | 0    |
| 2013 | 5    | 0    |
| 2014 | 4    | 0    |
| 2015 | 5    | 0    |
| 2016 | 2    | 0    |
| 통산 | 34   | 2    |